# Нецев
Нецев (пол. Niecew) — село в Польщі, у гміні Коженна Новосондецького повіту Малопольського воєводства.
Населення — 304 особи (2011).
У 1975—1998 роках село належало до Новосондецького воєводства.

## Географія
Селом протікає річка Ясенянка.

## Демографія
Демографічна структура станом на 31 березня 2011 року:
|          | Загалом | Допрацездатний вік | Працездатний вік | Постпрацездатний вік |
| -------- | ------- | ------------------ | ---------------- | -------------------- |
| Чоловіки | 160     | 43                 | 96               | 21                   |
| Жінки    | 144     | 31                 | 81               | 32                   |
| Разом    | 304     | 74                 | 177              | 53                   |